# Athirson
Pour les articles homonymes, voir Mazzoli.
Athirson Mazzoli de Oliveira, plus connu sous le nom d'Athirson (né le 16 janvier 1977 à Rio de Janeiro), est un joueur de football international brésilien d'origine italienne, qui évoluait au poste de défenseur latéral et d'ailier.
Actuellement joueur de Showbol, il est également commentateur sportif pour la chaîne Fox Sports au Brésil.

## Biographie

### Carrière en club
Athirson commence le football dans les rues de son quartier, le Grajau Country, avant d'être repéré par les recruteurs d'un des grands clubs de sa ville natale, Flamengo.
Il commence sa carrière professionnelle en 1996, et joue avec Flamengo jusqu'en 2000 (excepté un prêt pour le club pauliste de Santos en 1998) lors de ce qui sera la période la plus riche en trophées de sa carrière (il remporte notamment deux fois le championnat de Rio en 1996 et 1999, ainsi que la Copa Mercosur 1999, entre autres). Il marque en tout 21 buts en 177 rencontres pour le club carioca.
Au printemps 2000, le recruteur de talent du club italien de la Juventus, Omar Sívori, repère Athirson et le signale à Luciano Moggi, directeur sportif du club bianconero, qui entreprend de le faire signer au club piémontais. En février 2001, Athirson tente donc pour la première fois sa chance en Europe, et signe chez la Juve en Serie A (malgré une proposition du FC Barcelone), après une âpre bataille judiciaire qui ira jusqu'à la FIFA (Flamengo ne voulant pas le vendre) pour obtenir un transfert provisoire en attendant la fin de son contrat avec Flamengo.
Il dispute son premier match avec la Juventus le 1er avril 2001 lors d'un nul à domicile 1-1 contre Brescia en championnat, match capital qui freine le club dans sa course au scudetto (la Juve termine finalement deuxième du championnat). Il joue en tout cinq matchs lors de cette saison 2000-01. La saison suivante, avec l'arrivée du nouvel entraîneur Marcello Lippi, Athirson ne dispute aucune rencontre officielle, et est finalement prêté en janvier 2002 au club de ses débuts, Flamengo (ses bonnes performances lui permettent d'être élu dans l'équipe type de l'année Bola de Ouro 2002). Le 2 octobre 2003, la Juventus rompt finalement son contrat, et Athirson, libre, s'engage alors 5 mois avec le club russe du CSKA Moscou.
En janvier 2005, il rentre au pays et rejoint le club de Cruzeiro, puis, l'été suivant, retourne sur le vieux continent et signe dans l'équipe allemande du Bayer Leverkusen (avec qui il marque en tout 2 buts en 30 matchs). Il joue notamment aux côtés de son compatriote Roque Júnior.
Après son expérience allemande, il rentre à Rio en 2007, pour jouer avec le club de Botafogo,, avec qui il signe un contrat de 6 mois (son contrat prend fin le 4 octobre 2007, après seulement sept matchs disputés), puis avec Brasiliense (chez qui il signe le 22 février 2008).
En septembre 2008, Athirson rejoint l'Associação Portuguesa de Desportos. Le 26 avril 2009, libre de tout contrat, il rejoint pour la seconde fois de sa carrière Cruzeiro, et ce jusqu'en décembre de la même année.
Puis, malgré une offre de l'America-RJ, il signe en 2011 avec le Duque de Caxias.

### Carrière en sélection
Il commence sa carrière en sélection brésilienne avec l'équipe des moins de 20 ans, où il parvient jusqu'en quarts de finale lors de la coupe du monde des moins de 20 ans 1997.
Avec l'équipe du Brésil, il dispute 19 matchs (pour 2 buts inscrits) entre 1999 et 2003. Il figure notamment dans le groupe des sélectionnés lors de la Coupe des confédérations de 1999.
Il participe également aux Jeux olympiques de 2000 organisés à Sydney.

## Palmarès

### Palmarès en club
| Flamengo \| - Championnat de Rio de Janeiro (3) : - Champion : 1996 et 1999 et 2004. - Copa de Oro (1) : - Vainqueur : 1996. - Coupe Guanabara (2) : - Vainqueur : 1996 et 1999. \| \| - Coupe de Rio (1) : - Vainqueur : 1996 et 2000. - Copa Mercosur (1) : - Vainqueur : 1999. - Coupe du Brésil : - Vainqueur : 2003. \| |  | Santos - Copa CONMEBOL (1) : - Vainqueur : 1998.                                                                                   |
| - Championnat de Rio de Janeiro (3) : - Champion : 1996 et 1999 et 2004. - Copa de Oro (1) : - Vainqueur : 1996. - Coupe Guanabara (2) : - Vainqueur : 1996 et 1999. |  | - Coupe de Rio (1) : - Vainqueur : 1996 et 2000. - Copa Mercosur (1) : - Vainqueur : 1999. - Coupe du Brésil : - Vainqueur : 2003. |

| Juventus - Championnat d'Italie (1) : - Champion : 2001-02. - Vice-champion : 2000-01. |  | Brasiliense - Championnat de Brasilia (1) : - Champion : 2008. |  | Cruzeiro - Championnat du Minas Gerais (1) : - Champion : 2009. - Vice-champion : 2005. |

### Palmarès en sélection
Brésil
- Coupe des confédérations (1) :
  - Finaliste : 1999.